# غاياس زاهيد
غاياس زاهيد (بالبوكمول: Ghayas Zahid) (8 سبتمبر 1994 بأوسلو في النرويج - ) هو لاعب كرة قدم نرويجي في مركز الوسط. شارك مع منتخب النرويج تحت 19 سنة لكرة القدم ومنتخب النرويج تحت 21 سنة لكرة القدم. أما مع النوادي، فقد لعب مع نادي فوليرينغا وUllensaker/Kisa IL ‏.

## روابط خارجية
- غاياس زاهيد على موقع الاتحاد الأوربي (الإنجليزية)
- غاياس زاهيد على موقع اتحاد النرويج (النرويجية)
- غاياس زاهيد على موقع اتحاد تركيا (لاعب) (الإنجليزية)
- غاياس زاهيد على موقع قاعدة بيانات كرة القدم.إي يو (الإنجليزية)
- غاياس زاهيد على موقع ناشيونال فوتبول تيمز (الإنجليزية)
- غاياس زاهيد على موقع Soccerway.com (الإنجليزية)
- غاياس زاهيد على موقع عالم كرة القدم.نت (الإنجليزية)